# Mardż Matar
Mardż Matar (arab. مرج مطر) – miejscowość w Syrii, w muhafazie Hama. W 2004 roku liczyła 1255 mieszkańców.